# Campodorus crassitarsis
Campodorus crassitarsis är en stekelart som först beskrevs av Thomson 1883.  Campodorus crassitarsis ingår i släktet Campodorus, och familjen brokparasitsteklar. Arten är reproducerande i Sverige.